# Czarni II Radom
Czarni II Radom – siatkarski zespół rezerw należący do polskiego klubu Czarni Radom. W latach 1980–94 występował w III lidze (odpowiednik dzisiejszej II ligi). W drużynie grę zaczynało wielu przyszłych reprezentantów Polski. Powołana w 1979 po awansie pierwszej drużyny do II ligi (zaplecze Ekstraklasy). W swoim pierwszym sezonie w turnieju eliminacyjnym, rozgrywanym Busku, wywalczyła awans do III ligi. Składała się wówczas z samych juniorów, a jego trenerem był Jacek Wlazłowicz.
W 1992 Czarni II pod kierunkiem szkoleniowca Jana Skorżyńskiego zajęli 2. miejsce w swojej grupie z dorobkiem 19 pkt. i wraz z zespołem AZS AWF Biała Podlaska wywalczyli prawo startu o awans do II ligi. W półfinałowym turnieju przegrali z gospodarzem Okocimskim Brzesko (1:3) i Lechią Tomaszów Mazowiecki (1:3), a w trzecim spotkaniu pokonali Gwardię Szczytno 3:0. Drużyna radomska była wzmocniona przez 4 zawodników z pierwszego zespołu: Jacka Skroka, Ryszarda Kotalę, Mariusza Kołsuta i Wojciecha Stępnia. Do turnieju finałowego Czarnym zabrakło 1 seta. W drugiej partii meczu z Lechią prowadzili 13:6, ale zdołali wygrać.

## Zawodnicy
- Dariusz Grobelny
- Wojciech Stępień